# John Drew Barrymore

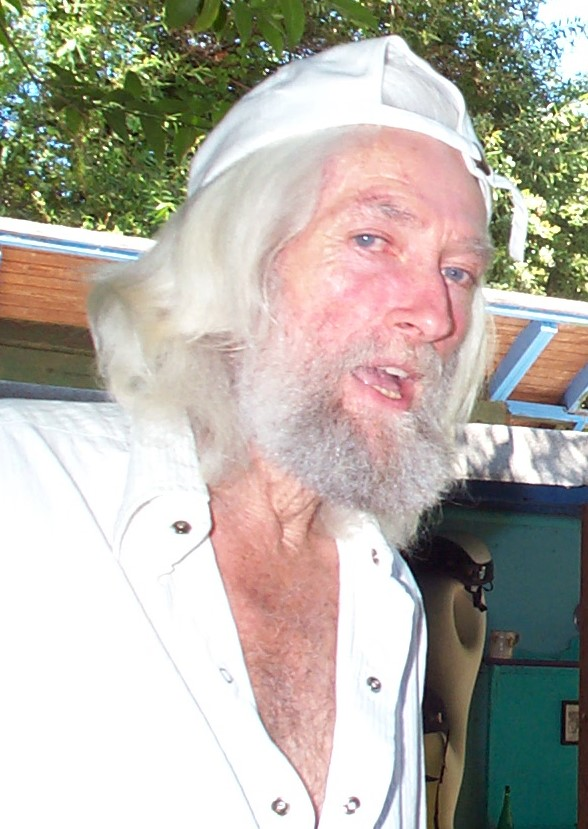
John Drew Barrymore (2001)

John Drew Barrymore (eigentlich John Blyth Barrymore, Jr.; * 4. Juni 1932 in Beverly Hills, Kalifornien; † 29. November 2004 in Los Angeles, Kalifornien) war ein US-amerikanischer Schauspieler und Mitglied der Schauspielerfamilie Barrymore.

## Leben
Barrymore war der Sohn des berühmten Theater- und Filmschauspielers John Barrymore und des Hollywood-Stummfilmstars Dolores Costello. Die Eltern trennten sich wenige Jahre nach seiner Geburt, nach eigenen Angaben konnte sich John Drew Barrymore nur an eine Begegnung mit seinem bereits 1942 verstorbenen Vater erinnern. Seine Mutter schickte ihn auf die St. John’s Military Academy und hatte ein Studium für ihn vorgesehen. Bereits damals rebellierte der 17-jährige Barrymore und schloss, anstatt zu studieren, seinen ersten Filmvertrag ab; später kam er mit dem Gesetz in Konflikt und war mehrmals inhaftiert.
Trotzdem feierte er in 1950ern bis in die 1960er Jahre hinein Erfolge in Hollywood-Produktionen wie Die Nacht der Wahrheit und While the City Sleeps, in letzterem Film spielte er unter Regie von Fritz Lang einen gestörten Serienkiller. In High School Confidential verkörperte er 1958 einen Highschool-Rebellen. Unter dem Namen „John Barrymore jr.“ wirkte er in mehreren Western mit. Zusätzlich trat er in diversen Fernsehproduktionen auf. Gegen Ende der 1950er Jahre verlegte er seinen Arbeitsschwerpunkt auf internationale, meist in Italien gedrehte Produktionen. Dabei fiel er mehrfach durch seinen cholerischen Charakter und seine impulsive Art auf; zu Dreharbeiten erschien er oftmals spät oder gar nicht, und aus einigen Produktionen stieg er noch während der Dreharbeiten aus. Seine letzte kleine unbedeutende Rolle spielte er 1976 in dem Film Baby Blue Marine.
Für Barrymore sind mindestens drei Eheschließungen belegt: 1952 heiratete er Cara Williams, aus der Ehe ging Sohn John Barrymore jr. hervor. Nur ein Jahr nach der Scheidung heiratete er 1960 Gaby Palozzolo; diese Ehe, aus der ein gemeinsames Kind hervorging, wurde 1970 geschieden. In dritter Ehe war er von 1971 bis 1984 mit Jaid Barrymore verheiratet, aus dieser Ehe stammt die Schauspielerin Drew Barrymore. Eine weitere Ehe soll er mit der Schauspielerin Nina Wayne geführt haben; eine gemeinsame Tochter wurde 1966 geboren.
Zu seinen Kindern hatte Barrymore zeitlebens ein schwieriges Verhältnis. Als Gründe gab seine Tochter Drew in ihren Memoiren Alkoholsucht, Drogen, Schlägereien und häusliche Gewalt an, sowie die Tatsache, dass er selten Zeit für seine Kinder hatte. Bei seinem Tod im Jahr 2004 wurde er von der Washington Post als zurückgezogen lebender Exzentriker beschrieben.

## Auszeichnungen
Für seine Verdienste wurde er mit einem Stern auf dem Hollywood Walk of Fame gewürdigt.

## Filmografie (Auswahl)
- 1950: Zweikampf bei Sonnenuntergang (The Sundowners)
- 1950: Der Tiger von Texas (High Lonesome)
- 1951: Die Nacht der Wahrheit (The Big Night)
- 1952: Feuertaufe Invasion (Thunderbirds)
- 1956: Die Bestie (While the City Sleeps)
- 1958: Mit Siebzehn am Abgrund (Highschool Confidential)
- 1958: Der Gangsterkönig von New York (Never Love a Stranger)
- 1959: Erinnerung einer Nacht (Night of the Quarter Moon)
- 1959–1965: Tausend Meilen Staub (Rawhide, Fernsehserie, 3 Folgen)
- 1960: Aufstand der Tscherkessen (I cosacchi)
- 1960: Die Frau der Pharaonen (La donna dei faraoni)
- 1960: Rasputin, der Dämon von Petersburg (L'ultimo zar)
- 1961: Die Eroberung von Korinth (Il conquistatore di Corinto)
- 1961: Der Kampf um Troja (La guerra di Troia)
- 1962: Pontius Pilatus – der Statthalter des Grauens (Ponzio Pilato)
- 1963: Ritt in die Freiheit (Col ferro e col fuoco)
- 1963: Die Teufelskerle von Dorano (I diavoli di Spartivento)
- 1963: Ich, Christine Keeler (The Keeler Affair)
- 1964: Roma contro Roma
- 1965: Rauchende Colts (Gunsmoke, Fernsehserie, 2 Folgen)
- 1965: Verrückter wilder Westen (The Wild Wild West, Fernsehserie, Folge 1x09)
- 1967: Winchester 73 (Fernsehfilm)
- 1973: Clones – Labor des Grauens (The Clones)
- 1974: Kung Fu (Fernsehserie, Folge 2x14 Caine und der Mann im Baum)
- 1976: Baby Blue Marine